# St. Ägidius (Amlingstadt)

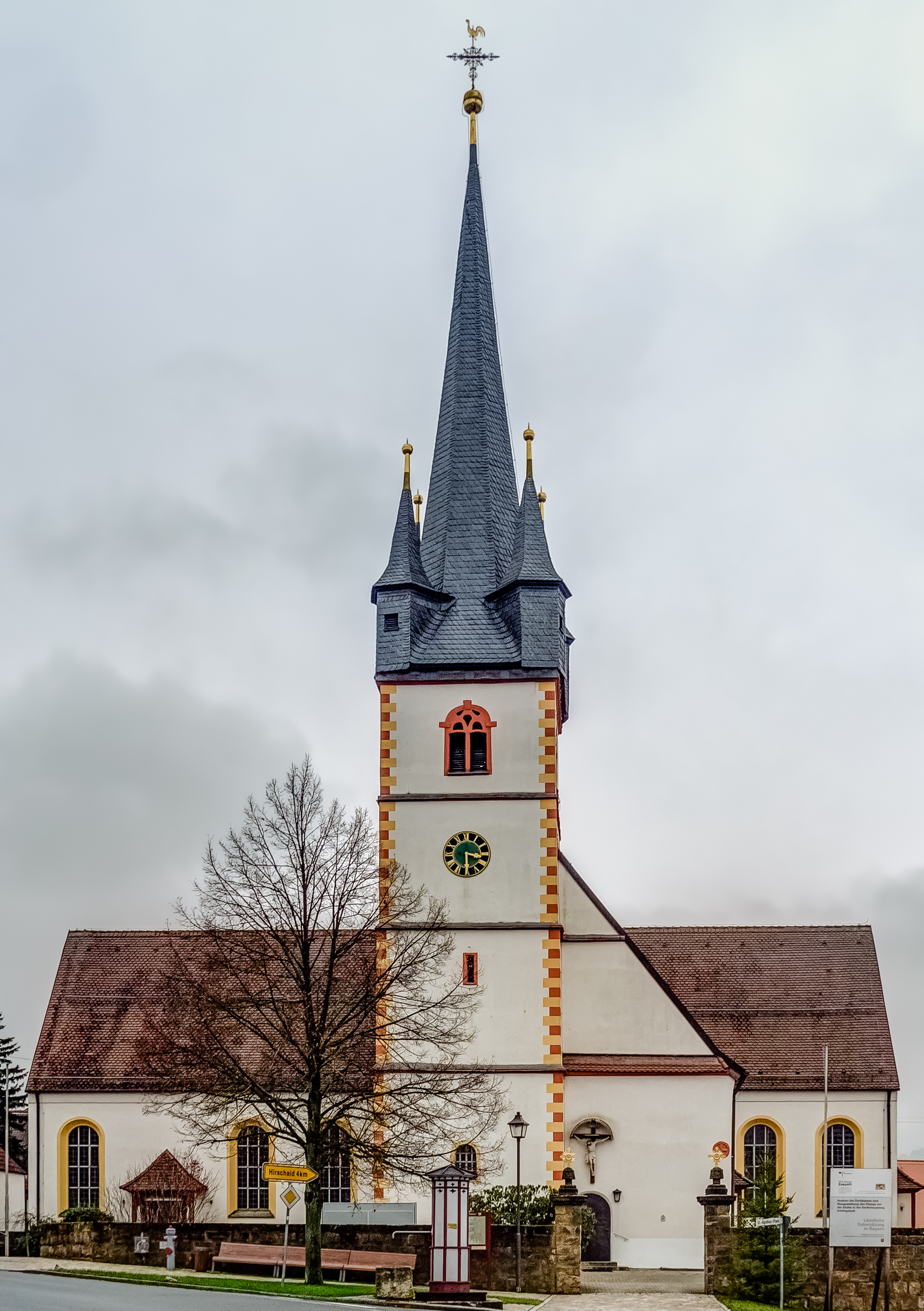
St. Ägidius (Amlingstadt)

Die römisch-katholische Pfarrkirche St. Ägidius steht in Amlingstadt, einem Gemeindeteil von Strullendorf im oberfränkischen Landkreis Bamberg in Bayern. Das denkmalgeschützte Bauwerk wurde im 15. Jahrhundert errichtet. Die Kirchengemeinde gehört zum Seelsorgebereich Geisberg-Regnitztal im Dekanat Bamberg des Erzbistums Bamberg. Kirchenpatron ist der Heilige Ägidius.

## Beschreibung
St. Ägidius geht sehr wahrscheinlich auf eine Slawenkirche zurück, die der Bischof von Würzburg Berowelf im Auftrag von Karl dem Großen zur Bekehrung der Slawen Ende des 9. Jahrhunderts und Anfang des 10. Jahrhunderts errichten ließ.
Die Saalkirche wurde 1442 geweiht. Dem viergeschossigen Fassadenturm, der mit der Nordseite des Langhauses fluchtet, wurde 1641 ein achtseitiger, schiefergedeckter, spitzer Helm aufgesetzt, der von vier Wichhäuschen an den Ecken flankiert wird. Das dritte Obergeschoss beherbergt die Turmuhr, das vierte den Glockenstuhl, in dem vier Kirchenglocken hängen, von denen drei im Zweiten Weltkrieg abgeliefert und erst 1951 und 1978 ersetzt wurden. Das Langhaus wurde 1750/51 barockisiert. 1970/72 wurde zwischen dem Langhaus im Westen und dem eingezogenen Chor im Osten ein Querschiff mit ungleichen Querarmen eingefügt. 
Das Langhaus ist mit einer Flachdecke überspannt, der Chor mit einem Kreuzgewölbe. Der Hochaltar wurde 1752, die Kanzel um 1710 gebaut. Die Orgel mit 21 Registern, zwei Manualen und einem Pedal wurde 2013 von Johannes Rohlf gebaut.